# Eriksberg (Upplands-Bro)
Eriksberg is een plaats in de gemeente Upplands-Bro in het landschap Uppland en de provincie Stockholms län in Zweden. De plaats heeft 56 inwoners (2005) en een oppervlakte van 11 hectare. Eriksberg ligt op een schiereiland vlak bij meerdere baaien aan het Mälarmeer en wordt voor de rest omringd door zowel landbouwgrond als bos. De plaats Bålsta ligt zo'n vijf kilometer ten noordoosten van het dorp.